# Rosebank
Rosebank ist eine Whiskybrennerei in Camelon, Falkirk, Schottland. Die erhaltenen Brennereigebäude sind in den schottischen Denkmallisten in die Kategorie B einsortiert.

## Geschichte
Die Brennerei wurde um 1840 durch James Rankine gegründet, wobei auf dem Gelände wohl schon seit 1798 (durch die Gebrüder Stark) Whisky produziert wurde. Gegenüber von Rosebank, auf der anderen Seite des Forth-Clyde Kanals, lag die von John Stark betriebene Camelon Destillerie, welche 1861 geschlossen wurde. Schon vor ihrer Schließung hatte James Rankine die Mälzerei der Camelon Destillerie gepachtet. Nach der Schließung der Camelon Brennerei übernahm sein Sohn R. W. Rankie, der inzwischen auch Rosebank leitete und diese 1864 grundlegend renovieren ließ, die Brennerei samt Mälzerei und ließ 1865 alles bis auf die Mälzerei abreißen. Rosebank war 1914 neben Clydesdale, Glenkinchie, The Grange und St. Magdalene eine der fünf Gründungsdestillerien der Scottish Malt Distillers (SMD). Von 1917 bis 1919 wurde nicht produziert. 1968 wurde die alte Mälzerei geschlossen und abgerissen. 1987 ging die Destillerie an United Destillers (UD, heute Diageo), ab Mai 1993 war die Brennerei geschlossen. 2002 wurden die Gebäude an British Waterways verkauft. Die verbliebene Destillationsausrüstung wurde um die Jahreswende 2008/09 während der Feiertage gestohlen.
Im Oktober 2017 verlautete, dass die Firma Ian Macleod Distillers das Anwesen gekauft habe und zugleich vom Vorbesitzer Diageo die Markenrechte und die verbliebenen Lagerbestände an Rosebank-Whisky. In der Folge wurde intensiv an einer Wiedereröffnung der Brennerei gearbeitet. Im Januar 2019 erhielt Ian Macleod Distillers die Baugenehmigung durch das Falkirk Council. Die Brennblasen wurden als Kopien des ursprünglichen Equipments in Auftrag gegeben, um die Charakteristik des früheren Whiskys erhalten zu können. Im Juni 2023 wurde die Produktion wieder aufgenommen.

## Produktion
Das Wasser der zur Region Lowlands gehörenden Brennerei stammt aus dem Carron Valley Reservoir in den Fintry Hills. Sie verfügt über einen eisernen Maischbottich, eine Wash- eine Low-Wine- und eine Spiritstill, dementsprechend wird dreifach destilliert.